# Eucladoceros
Genre
Synonymes
- †Polycladus Pomel, 1854

Espèces de rang inférieur
- voir paragraphe #Liste d'espèces

Eucladoceros (du grec pour « bois bien ramifié ») est un genre fossile de cerfs dont les fossiles ont été découverts en Europe, au Moyen-Orient et en Asie centrale. Ce genre a été officiellement décrit par Hugh Falconer en 1868.

## Description

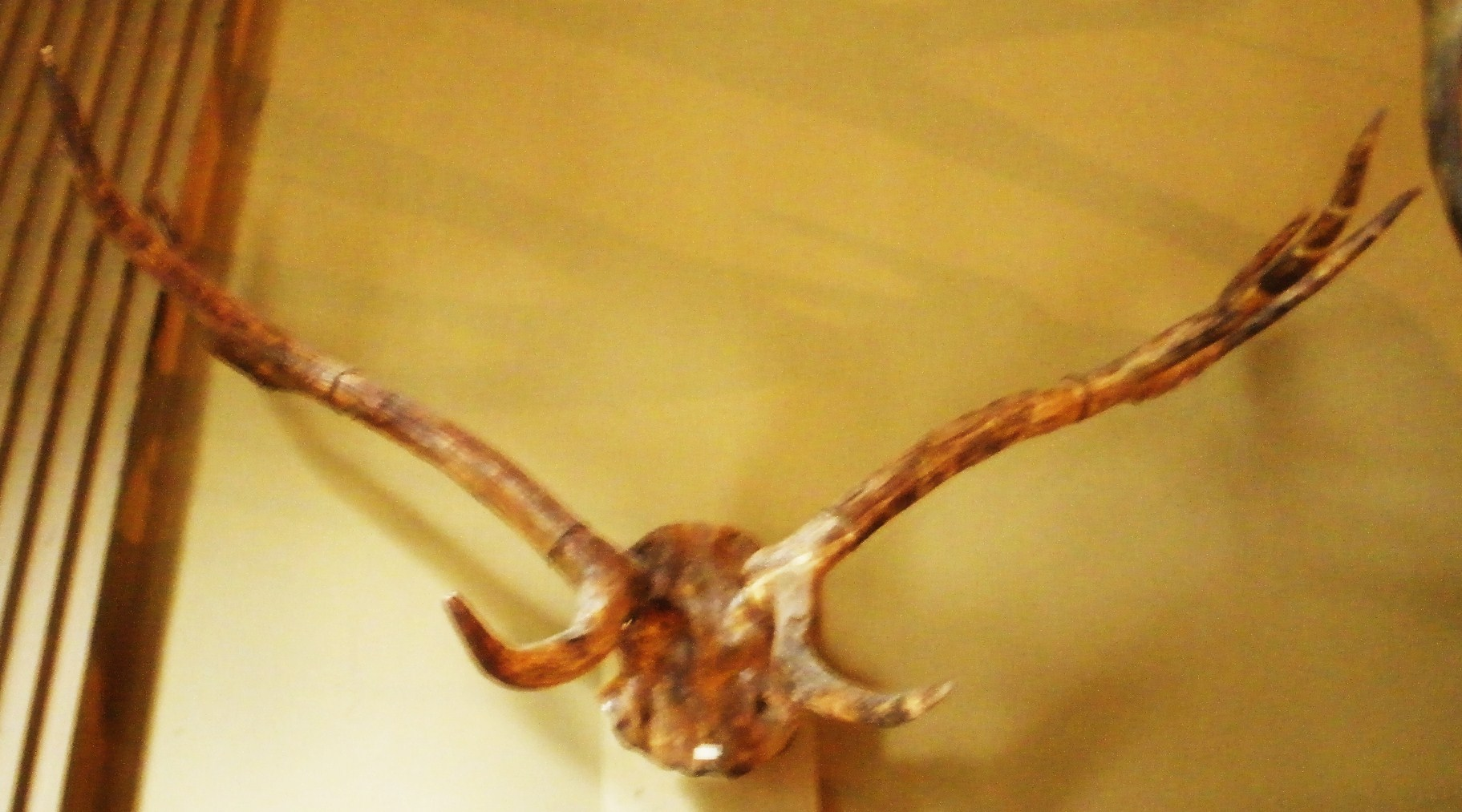
Eucladoceros tegulensis

Eucladoceros était un grand cerf, atteignant 2,50 mètres de longueur corporelle et debout à environ 1,80 mètre de hauteur à l'épaule, à peine plus petit qu'un orignal moderne. Il avait un ensemble spectaculaire de bois qui se divisaient en douze dents par pédicule et mesuraient jusqu'à 1,70 mètre de large.
La caractéristique la plus distinctive d'Eucladoceros était ses bois en forme de peigne, en particulier chez E. ctenoides. E. dicranios est l'espèce la plus évoluée du genre, avec une ramification dichotomique de chaque dent de bois. Eucladoceros a été le premier genre de cerf à avoir des bois très évolués ; cependant, sa forme crânienne et sa morphologie dentaire sont restées primitives, comme chez Rusa unicolor . Il ressemble en taille et en forme à Megaloceros.

## Distribution

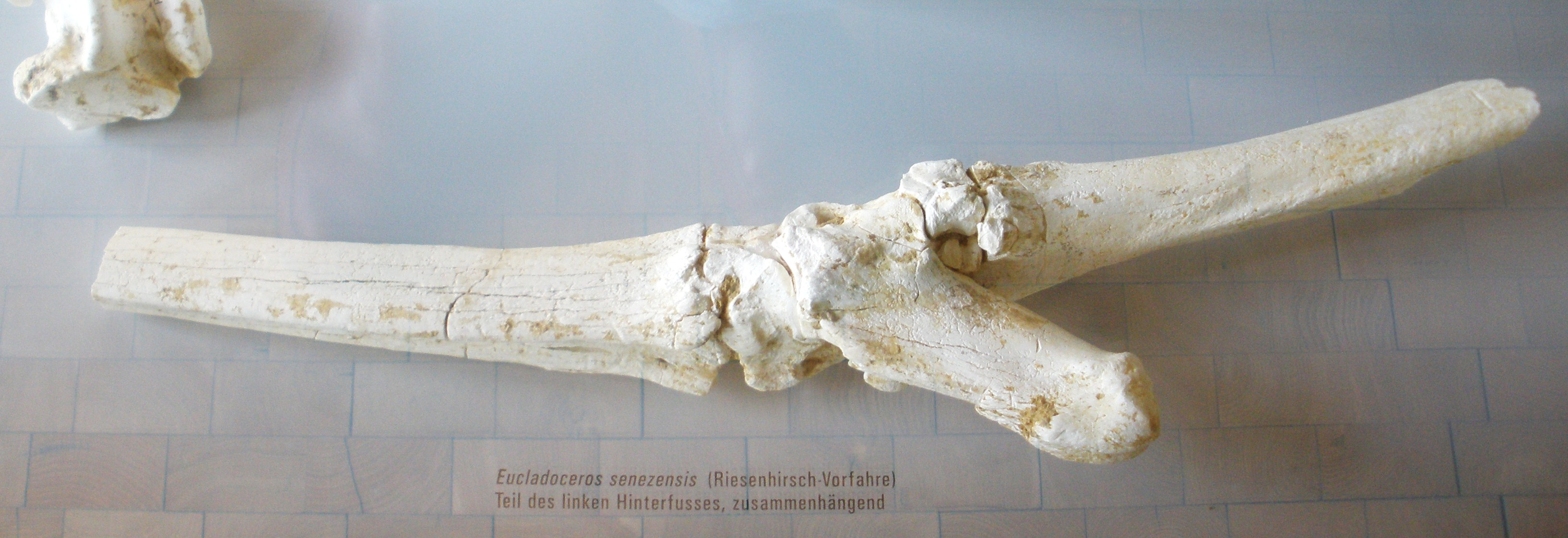
Fossile dEucladoceros senezensis

La première découverte du genre Eucladoceros (E. dicranios ) remonte à 1841 par le naturaliste florentin Filippo Nesti, directeur du musée d'histoire naturelle de Florence. La première espèce d' Eucladoceros a été décrite depuis le début du Pliocène de Chine. Les restes fossiles les plus abondants d' Eucladoceros proviennent du Pléistocène inférieur d'Europe et de Chine.

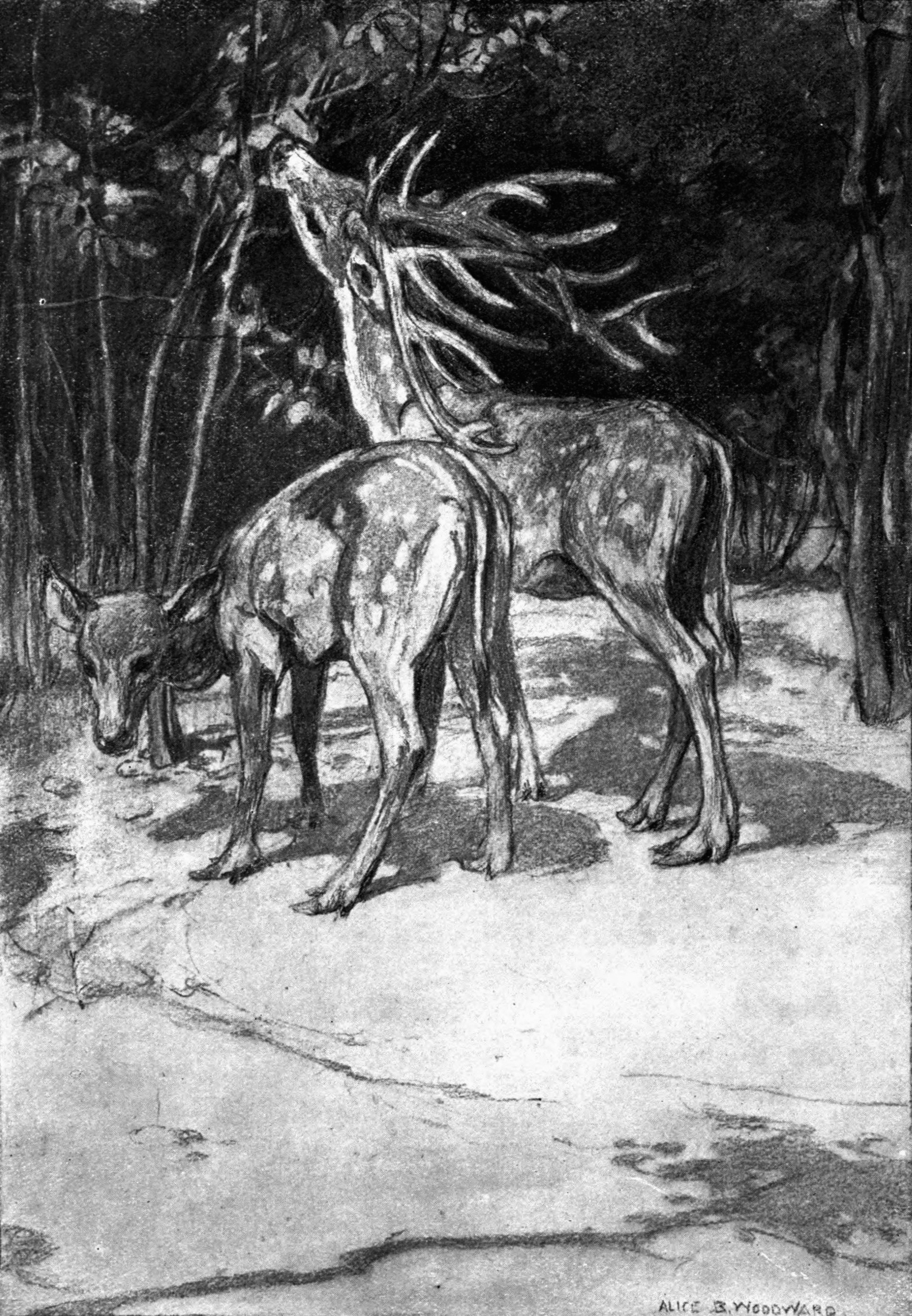
Restauration de la vie

La systématique des formes européennes est confuse et jusqu'à douze espèces mal définies sont signalées. La majorité de ces noms d'espèces sont synonymes et, à l'heure actuelle, seules deux ou trois bonnes espèces sont reconnues :
- E. dicranios d'Angleterre, d'Italie et de la région de la mer d'Azov dans le sud de la Russie
- E. ctenoides de Grèce, d'Italie, de France, d'Espagne, des Pays-Bas et d'Angleterre

Cette dernière espèce est considérée par certains auteurs comme une sous-espèce d'E. ctenoides, car certaines découvertes (par exemple à Ceyssaguet, France) montrent un caractère de transition entre E. ctenoides et E. teguliensis.
Quelques restes d'Eucladoceros se trouvent également au Tadjikistan, au Pakistan et en Inde. Il était présent dans quasiment toute l'Europe et une grande partie de l'Asie selon PBDB

## Liste d'espèces
Selon BioLib (11 août 2023) :
- Eucladoceros boulei (Teilhard de Chardin & Piveteau, 1930) †
- Eucladoceros ctenoides (Nesti, 1841) †
- Eucladoceros dicranios (Nesti, 1841) †
- Eucladoceros montenegrensis van der Made & Dimitrijević, 2015 †
- Eucladoceros proboulei Dong & Ye, 1996 †
- Eucladoceros sedgwickii (Falconer, 1868) †
- Eucladoceros senezensis Depéret, 1910 †
- Eucladoceros tegulensis (Dubois, 1904) †
- Eucladoceros tetraceros (Dawkins, 1878) †